# Zufallsmatrix
Eine Zufallsmatrix bezeichnet in der Stochastik eine matrixwertige Zufallsvariable (englisch Random Matrix). Ihre Verteilung nennt man zur Abgrenzung von den multivariaten Verteilungen eine matrixvariate Wahrscheinlichkeitsverteilung.
Zufallsmatrizen spielen eine wichtige Rolle in der statistischen sowie mathematischen Physik, insbesondere in der statistischen Mechanik. Aus historischer Sicht hat sich die Theorie aus dem Versuch entwickelt, Systeme mit vielen stochastischen aber miteinander agierenden Teilchen zu beschreiben. Viele der Grundlagen der Theorie stammen deshalb von mathematischen Physikern und viele Modelle haben eine physikalische Interpretation. Die ersten Arbeiten zum Thema Zufallsmatrizen stammen allerdings von dem Statistiker John Wishart.
Die Theorie der Zufallsmatrizen ist in der multivariaten Statistik relevant, wo man sie zur Analyse von Kovarianzmatrizen benötigt. Insbesondere im Zusammenhang mit hoch-dimensionalen Daten und spektralstatistischen Verfahren wie der Hauptkomponentenanalyse (PCA).
Zufallsmatrizen sind zu unterscheiden von der stochastischen Matrix.

## Haarsches Maß und Weylsche Integralformel
Auf jeder Lie-Gruppe {\displaystyle G} existiert ein eindeutiges, links-invariantes Maß {\displaystyle \mu _{L}}, d. h. für jedes {\displaystyle g\in G} und jede Borel-messbare Menge {\displaystyle S\subseteq G} gilt {\displaystyle \mu _{L}(Sg)=\mu _{L}(S)}. Dieses Maß nennt man linkes Haarsches Maß und es ist eindeutig bis auf Multiplikation mit einer Konstanten.
Betrachtet man nun eine kompakte Lie-Gruppe {\displaystyle G}, so existiert ein eindeutiges, linkes Haarsches Maß {\displaystyle \mu _{H}}, welches zugleich auch rechts-invariant und normalisiert ist, genannt das Haarsche Wahrscheinlichkeitsmaß auf {\displaystyle G}. Das heißt für jedes {\displaystyle g\in G} und jede Borel-messbare Menge {\displaystyle B\subseteq G} gilt {\displaystyle \mu _{H}(Bg)=\mu _{H}(gB)=\mu _{H}(B)}.
Für kompakte Lie-Gruppen lässt sich mit Hilfe der Integralformel von Weyl eine Formel für die Wahrscheinlichkeitsdichte bezüglich der Eigenwerte finden. Als Beispiel sei {\displaystyle G=\mathbb {U} (n)} die unitäre Gruppe, die Eigenwerte sind von der Form {\displaystyle e^{i\phi _{1}},\dots ,e^{i\phi _{n}}} mit {\displaystyle \phi _{1},\ldots ,\phi _{n}\in \mathbb {R} }. Weiter sei {\displaystyle f} eine sogenannte Klassenfunktion und {\displaystyle T} der maximale Torus von {\displaystyle G}, also die Untergruppe aller Diagonalmatrizen {\displaystyle t=\operatorname {diag} (e^{i\phi _{1}},\ldots ,e^{i\phi _{n}})} von {\displaystyle \mathbb {U} (n)}, {\displaystyle \operatorname {Ad} } bezeichnet die adjungierte Darstellung und {\displaystyle R} bezeichne das Wurzelsystem, dann gilt:
{\displaystyle \det(\operatorname {Id} -\operatorname {Ad} _{G/T}(t^{-1}))=\prod \limits _{\alpha \in R}(1-e^{-\alpha })=\prod \limits _{j<k}|e^{i\phi _{k}}-e^{i\phi _{j}}|^{2}},
und somit erhält man mit Hilfe von Weyl’s Integralformel ein Integral über den maximalen Torus {\displaystyle T}
{\displaystyle \int _{G}f\,\mathrm {d} g={\frac {1}{n!}}\int _{T}f(t)\prod \limits _{j<k}|e^{i\phi _{k}}-e^{i\phi _{j}}|^{2}\mathrm {d} t}.

## Definition
Eine formale mathematische Definition lautet:
Sei {\displaystyle {\mathcal {M}}_{n}} der Raum der {\displaystyle n\times n}-Matrizen über dem Körper {\displaystyle K} mit einer σ-Algebra {\displaystyle {\mathcal {A}}}  und {\displaystyle (\Omega ,{\mathcal {F}},\mathbb {P} )} ein Wahrscheinlichkeitsraum. Eine {\displaystyle ({\mathcal {F}},{\mathcal {A}})}-messbare Funktion {\displaystyle A\colon \Omega \to {\mathcal {M}}_{n}} heißt Zufallsmatrix.
Als {\displaystyle \sigma }-Algebra kann die borelsche σ-Algebra des euklidischen Umgebungsraumes der Mannigfaltigkeit {\displaystyle {\mathcal {M}}_{n}} verwendet werden.
Eine Zufallsmatrix ist somit das matrixwertige Analogon zu einer skalaren Zufallsvariablen.

### Zentrale Begriffe

#### Partitionsfunktion
Sei {\displaystyle {\mathcal {E}}} ein Matrix-Raum (z. B. der hermiteschen {\displaystyle n\times n}-Matrizen {\displaystyle {\mathcal {H}}_{n}(\mathbb {C} ):=\{X\in {\mathcal {M}}_{n}(\mathbb {C} ):X^{*}=X\}}) und sei {\displaystyle \mu (\mathrm {d} M)} ein komplexes Maß auf diesem Raum, welches in der Regel nicht normalisiert ist. Dann nennt man das Integral
{\displaystyle Z:=\int _{\mathcal {E}}\mu (\mathrm {d} M)}
Partitionsfunktion und man erhält einen Erwartungswert zur Funktion {\displaystyle f:{\mathcal {E}}\to \mathbb {C} }
{\displaystyle \mathbb {E} [f(M)]:={\frac {1}{Z}}\int _{\mathcal {E}}f(M)\mu (\mathrm {d} M)}

#### Wignersche Matrix
Seien  {\displaystyle (X_{i,j})_{1\leq i<j}\in \mathbb {C} } und {\displaystyle (Y_{i,i})_{1\leq i}\in \mathbb {R} } i.i.d Zufallsvariablen mit gleichem Erwartungswert {\displaystyle 0} sowie {\displaystyle \mathbb {E} [X_{i,j}^{2}]=0} und {\displaystyle \mathbb {E} [|X_{i,j}|^{2}]=1}. Man nennt eine Zufallsmatrix {\displaystyle H_{n}=(h_{i,j})_{1\leq i,j\leq n}} eine (komplexe) Wignersche-Matrix wenn sie hermitesch ist und folgendes gilt {\displaystyle h_{i,j}={\begin{cases}X_{i,j}/{\sqrt {n}}&i<j\\Y_{i,i}/{\sqrt {n}}&i=j\\\end{cases}}}.
Die Matrix wird oft mit {\displaystyle {\sqrt {n}}^{-1}} skaliert. Manche Autoren definieren sie aber auch ohne Skalierung.
Sie ist ein wichtiger Typ von Zufallsmatrizen und benannt nach Eugene Wigner.
Wignersche Matrizen mit einer zugrundeliegenden Normalverteilung führen zu dem Begriff der gaußschen invarianten Ensembles. Allgemeine Wignersche Matrizen sind nicht invariant.
Das GUE erhält man, wenn zusätzlich {\displaystyle \mathbb {E} [Y_{i,i}^{2}]=1} gilt und die Einträge normalverteilt sind. Das GOE erhält man wenn alle Einträge reell und normalverteilt sind und zusätzlich {\displaystyle \mathbb {E} [Y_{i,i}^{2}]=2} gilt.

#### Invariante Ensembles
Zentrale Studienobjekte sind die invarianten Ensembles, welche durch die folgenden Maße auf dem entsprechenden Raum der Matrizen induziert werden:
{\displaystyle P_{\beta }^{n}(\mathrm {d} A):={\frac {1}{Z_{\beta ,n}}}e^{-{\frac {\beta }{2}}n\operatorname {Tr} (Q(A))}\mathrm {d} A}
wobei {\displaystyle \beta } der Dyson-Index ist und {\displaystyle Q(A)} das Potential. Man setzt an {\displaystyle Q} voraus, dass {\displaystyle Q(x)\to \infty } genügend schnell, wenn {\displaystyle x\to \pm \infty }, damit alle Momente existieren. In der Regel ist {\displaystyle Q} ein Polynom. Man erhält für
- {\displaystyle \beta =1} das orthogonale Ensemble (OE) auf dem Raum der {\displaystyle n\times n} reellen symmetrischen Matrizen.
- {\displaystyle \beta =2} das unitäre Ensemble (UE) auf dem Raum der {\displaystyle n\times n} hermiteschen Matrizen
- {\displaystyle \beta =4} das symplektische Ensemble (SE) auf dem Raum der {\displaystyle n\times n} hermiteschen quaternionen Matrizen.

Die freie Energie der unitären Ensembles ist
{\displaystyle F_{n}^{0}=-n^{-2}\ln Z_{2,n}=-n^{-2}\ln \int _{{\mathcal {H}}_{n}}e^{-n\operatorname {Tr} Q(M)}\mathrm {d} M}
wobei {\displaystyle {\mathcal {H}}_{n}} den Raum der hermiteschen Matrizen bezeichnet.
Mit Hilfe der weylschen Integralformel lässt sich zeigen, dass das kanonische (unnormalisierte) Haarsche Maß {\displaystyle \mathrm {d} U_{h}} auf der entsprechenden kompakten Lie-Gruppe {\displaystyle \mathbb {O} (n),\mathbb {U} (n)/\mathbb {T} ^{n}} oder {\displaystyle \mathbb {USp} (n)/\mathbb {T} ^{n}} folgende Darstellung zulässt
{\displaystyle \mathrm {d} A=\prod _{i<j}\left|\lambda _{j}-\lambda _{i}\right|^{\beta }\mathrm {d} \Lambda \mathrm {d} U_{h}}
wobei {\displaystyle \mathrm {d} \Lambda } das Lebesgue-Maß der Eigenwerte ist. Für skalierte Einträge des Gaußschen Ensembles erhält man eine geschlossene Form des Wahrscheinlichkeitsmaßes über der Weyl-Kammer mit {\displaystyle \lambda _{n}\geq \dots \geq \lambda _{1}}
{\displaystyle P_{\beta }^{n}(\mathrm {d} \lambda _{1},\dots ,\mathrm {d} \lambda _{n})={\frac {1}{{\widetilde {Z}}_{\beta ,n}}}\prod _{i<j}\left|\lambda _{j}-\lambda _{i}\right|^{\beta }\prod _{k=1}^{n}e^{-{\frac {\beta n}{2}}Q(\lambda _{k})}\mathrm {d} \lambda _{k}.}
Das Wahrscheinlichkeitsmaß enthält den Boltzmann-Faktor {\displaystyle e^{-\beta n{\mathcal {E}}(\lambda _{1},\dots ,\lambda _{n})}} wobei {\displaystyle {\mathcal {E}}} die totale potentielle Energie bezeichnet
{\displaystyle {\mathcal {E}}(\lambda _{1},\dots ,\lambda _{n}):={\frac {1}{2}}\sum \limits _{j=1}^{n}Q(\lambda _{k})-{\frac {1}{n}}\sum _{i<j}\log |\lambda _{j}-\lambda _{i}|.}
Die Konstante
{\displaystyle {\widetilde {Z}}_{\beta ,n}:=n!\left(\int _{-\infty }^{\infty }\cdots \int _{-\infty }^{\infty }\prod _{i<j}\left|\lambda _{j}-\lambda _{i}\right|^{\beta }\prod \limits _{i=1}^{n}e^{-{\frac {\beta n}{2}}Q(\lambda _{i})}\mathrm {d} \lambda _{i}\right)}
lässt sich mit Hilfe des Selberg-Integrals berechnen.

#### Gaußsche Ensembles
Wichtige Spezialfälle der invariante Ensembles sind die Gaußschen Ensembles, welche durch das Potential {\displaystyle Q(A):={\tfrac {1}{2}}A^{2}} mit {\displaystyle Q(\lambda _{k}):={\tfrac {1}{2}}\lambda _{k}^{2}} und die folgenden Gaußschen Maße erzeugt werden
{\displaystyle P_{\beta }^{n}(\mathrm {d} A):={\frac {1}{Z_{\beta ,n}}}e^{-{\frac {\beta }{4}}n\operatorname {Tr} (A^{2})}\mathrm {d} A.}
Man erhält für
- {\displaystyle \beta =1} das Gaußsches Orthogonales Ensemble (GOE) auf dem Raum der {\displaystyle n\times n} reellen symmetrischen Matrizen.
- {\displaystyle \beta =2} das Gaußsches Unitäres Ensemble (GUE) auf dem Raum der {\displaystyle n\times n} hermiteschen Matrizen.
- {\displaystyle \beta =4} das Gaußsches Symplektisches Ensemble (GSE) auf dem Raum der {\displaystyle n\times n} hermiteschen quaternionen Matrizen.

Die Bezeichnung orthogonal/unitär/symplektisch bezeichnet, unter welcher Matrix Konjugation die Verteilung invariant ist.
Beispielsweise gilt für eine Matrix {\displaystyle M_{n}} aus dem GOE und einer Matrix {\displaystyle O} aus der orthogonalen Gruppe {\displaystyle \mathbb {O} _{n}}, dass {\displaystyle M_{n}\sim O^{T}M_{n}O}.
In der Quantenmechanik werden sie verwendet, um Hamiltonoperatoren zu modellieren.

##### Herleitung des GUE durch Ornstein-Uhlenbeck-Prozesse
Man betrachte das System stochastischer Differentialgleichungen der Ornstein-Uhlenbeck-Prozesse
{\displaystyle {\begin{cases}\mathrm {d} X_{i}(t)=X_{i}(t)\mathrm {d} t+\mathrm {d} W_{i}(t)&\quad 1\leq i\leq n,\\\mathrm {d} X_{ij}(t)=-X_{ij}(t)\mathrm {d} t+\mathrm {d} W_{ij}^{(1)}(t)&\quad 1\leq i<j\leq n,\\\mathrm {d} Y_{ij}(t)=-Y_{ij}(t)\mathrm {d} t+\mathrm {d} W_{ij}^{(2)}(t)&\quad 1\leq i<j\leq n\\\end{cases}}}
wobei {\displaystyle \{W_{i},W_{ij}^{(1)},W_{ij}^{(2)}\}} unabhängige brownsche Bewegungen sind mit
{\displaystyle \mathbb {E} [{\dot {W}}_{i}(t_{1}){\dot {W}}_{j}(t_{2})]=2D\delta _{ij}\delta (t_{1}-t_{2}),\qquad \mathbb {E} [{\dot {W}}_{ij}^{(\sigma _{1})}(t_{1}){\dot {W}}_{st}^{(\sigma _{2})}(t_{2})]=D\delta _{\sigma _{1}\sigma _{2}}\delta _{st}\delta _{ij}\delta (t_{1}-t_{2})}
und die Initialwerte {\displaystyle X_{i}(0),X_{ij}(0),Y_{ij}(0)} beliebig sind.
Definiert man nun eine hermitesche Zufallsmatrix {\displaystyle H=(h_{ij}(t)/{\sqrt {n}})_{1\leq i,j\leq n}} für {\displaystyle t\geq 0} mit
{\displaystyle h_{ij}(t)={\begin{cases}X_{i}(t)&\quad i=j,\\X_{ij}(t)+\mathrm {i} Y_{ij}(t)&\quad i<j\\\end{cases}}}
und bezeichnet mit {\displaystyle f_{t}(\mathrm {d} H)} das zugehörige Wahrscheinlichkeitsmaß, dann gilt für {\displaystyle D=2} und {\displaystyle t\to \infty }
{\displaystyle f_{t}(\mathrm {d} H)\propto P_{2}^{n}(\mathrm {d} H)}
wobei {\displaystyle P_{2}^{n}(\mathrm {d} H)} das GUE bezeichnet.

#### Zirkulare Ensembles
Man erhält das Zirkulare Unitäre Ensemble (ZUE) durch das haarsche Maß auf dem Raum der unitären Matrizen. Das Zirkulare Orthogonale Ensemble (ZOE) erhält man durch das haarsche Maß auf dem Raum der symmetrischen unitären Matrizen. Das Zirkulare Symplektische Ensemble (ZSE) erhält man durch das haarsche Maß auf dem Raum der selbst-dualen unitären Quaternionen-Matrizen. Die Dichte der Eigenwerte {\displaystyle \lambda _{j}=e^{i\theta _{j}}} der Zirkularen Ensembles ist
{\displaystyle p_{\beta }(\lambda _{1},\dots ,\lambda _{n})={\frac {1}{Z_{\beta ,n}^{circ}}}\prod _{i<j}\left|e^{i\theta _{j}}-e^{i\theta _{i}}\right|^{\beta },\quad -\pi <\theta _{l}\leq \pi ,}
wobei {\displaystyle \beta =1} für das ZOE, {\displaystyle \beta =2} für das ZUE und {\displaystyle \beta =4} für das ZSE gilt.

#### β-Ensembles und Dysons „Threefolded Way“
Man spricht von Dysons {\displaystyle \beta }-Ensemble, da Freeman Dyson in seiner wissenschaftlichen Schrift The Threefolded Way diese {\displaystyle \beta =\{1,2,4\}} Klassifizierungen der Zufallsmatrizen herleitete, basierend auf physikalisch möglichen Zeitumkehr-Eigenschaften der Quantenmechanik (orthogonal, unitär, symplektisch). Der Fall {\displaystyle \beta =3} ist aufgrund des Satzes von Frobenius nicht möglich. Neben den Gaußschen Ensembles spielen auch die {\displaystyle \beta }-Wishart-Laguerre-Ensembles und die {\displaystyle \beta }-Jacobi-Manova-Ensembles eine zentrale Rolle in der Theorie der Zufallsmatrizen.
Es ist üblich, nur von Laguerre-Ensembles bzw. Jacobi-Ensembles zu sprechen, statt von Wishart- bzw. Manova-Ensembles
Allgemeine {\displaystyle \beta } spielen in der klassischen Theorie der Zufallsmatrizen eine untergeordnete Rolle.

### Theorie der Zufallsmatrizen
Die Theorie der Zufallsmatrizen befasst sich weniger mit einer konkreten Zufallsmatrix, sondern mit dem Matrizenraum dahinter. Konkret geht es um Wahrscheinlichkeitsmaße auf Matrixräumen und Lie-Gruppen, dies erklärt den Begriff des Ensembles. Ein klassisches Problem der Theorie der Zufallsmatrizen ist das Finden einer multivariaten Wahrscheinlichkeitsdichte für die Eigenwerte unterschiedlicher Matrix-Ensembles. Eine der frühesten Arbeiten stammt von Dyson, welcher eine geschlossene Form für eine große Menge von Matrizen fand, abhängig von der zugrundeliegenden Symmetrie der Matrizen und Wahrscheinlichkeitsverteilung.
Die Spektraleigenschaften großer Zufallsmatrizen haben universelle Eigenschaften und man kann beim Studium komplizierter deterministischer Operatoren, wie zum Beispiel dem Dirac-Operator aus der Physik, diese Operatoren mit Zufallsmatrizen ersetzen und die Theorie der Zufallsmatrizen anwenden.
Beim Studium von Integralen über Matrix-Räume verwendet man zum Teil Resultate aus der Theorie der Lie-Gruppen und Lie-Algebren. Auch die freie Wahrscheinlichkeitstheorie von Voiculescu ist von Relevanz für große Zufallsmatrizen.
Generell untersucht man Matrizen mit bestimmten Symmetrie-Eigenschaften (z. B. hermitesche) und hat bestimmte stochastische Anforderungen an die Wahrscheinlichkeitsverteilung auf den Raum jener Matrizen (z. B. obere Dreiecksmatrix unabhängig). Des Weiteren interessiert man sich vor allem für die Spektraltheorie und dessen asymptotisches Verhalten, wenn die Dimension {\displaystyle N\to \infty }. Die Spektraltheorie ist engverbunden mit der Theorie der Punktprozesse, da die Eigenwerte einen (zufälligen) Punktprozess formen. Bei vielen Ensembles taucht in der gleichen Region derselbe Punktprozess in unendlicher Dimension auf (Universalität). Matrix-wertige Funktionen wie die Determinante oder die Spur können nicht einfach auf unendlich-dimensionale Matrizen übertragen werden. Für bestimmte Operatoren lässt sich aber mit der abstrakten Fredholmtheorie eine Erweiterung auf unendlich-dimensionale separable Hilberträume über die äußere Algebra finden. Es lassen sich Determinanten für Operatoren aus den Schatten-von Neumann-Klassen definieren.
Definiert man die Einträge der Matrix als Brownsche Bewegungen, so lässt sich auch das matrixwertige Analogon eines stochastischen Prozesses bilden und die Theorie der stochastischen Analysis und die Martingal-Theorie ist anwendbar, siehe Dysons brownsche Bewegung und Wishart-Prozess.

## Spektraltheorie der Zufallsmatrizen
Sind die Einträge einer hermiteschen Zufallsmatrix {\displaystyle M_{n}} von der Größe {\displaystyle {\mathcal {O}}({\sqrt {n}})}, so konvergiert das empirische Spektralmaß
{\displaystyle \nu _{n}(\lambda ;M_{n}):=n^{-1}\sum \limits _{j=0}^{n}\delta (\lambda -\lambda _{j}(M_{n})),}
wobei {\displaystyle \delta } das Dirac-Delta bezeichnet.
Da die zufälligen Ensembles Punktprozesse sind, kann man die {\displaystyle n}-Punkt  Korrelationsfunktion für die Eigenwerte {\displaystyle \lambda _{1},\dots ,\lambda _{N}} herleiten. Sei {\displaystyle \varphi } eine Testfunktion und definiere das Funktional
{\displaystyle E_{N}[\varphi ]:=\sum \limits _{n=0}^{N}(-1)^{n}{\binom {N}{n}}\mathbb {E} \left[\varphi (\lambda _{1})\cdots \varphi (\lambda _{n})\right]}
Dann ist die {\displaystyle n}-Punkt Korrelationsfunktion folgende ausgewertete Funktionalableitung
{\displaystyle (-1)^{n}{\frac {\delta ^{n}}{\delta \varphi (\lambda _{1})\cdots \delta \varphi (\lambda _{n})}}E_{N}[\varphi ]{\Biggr |}_{\varphi =0}=R_{N}^{(n)}(\lambda _{1},\dots ,\lambda _{n}).}
Mit dem Darstellungssatz von Fréchet-Riesz lässt sich Konvergenz im Erwartungswert für {\displaystyle \varphi \in C_{c}(\mathbb {R} )} definieren
{\displaystyle \int \varphi \;\mathrm {d} \mathbb {E} \nu _{n}(\lambda ;M_{n}):=\mathbb {E} \int \varphi \;\mathrm {d} \nu _{n}(\lambda ;M_{n}).}

### Globale Situation
Eines der wichtigsten Ergebnisse ist das sogenannte Wignersche Halbkreisgesetz (siehe Eugen Wigner): Es besagt, dass das (skalierte) empirische Spektralmaß {\displaystyle \nu _{n}} einer Wignerischen Zufallsmatrix (in der Physik bekannt als die sogenannte Zustandsdichte) einer charakteristischen Halbkreis-Verteilung genügt.

#### Das Variationsproblem der Verteilung der Eigenwerte
Allgemeiner handelt es sich bei der Grenzwertverteilung der Eigenwerte um die Lösung eines Variationsproblem. Definiere den Raum der Maße
{\displaystyle M_{1}(\mathbb {R} )=\left\{\nu :\nu \geq 0,\ \int _{\mathbb {R} }\mathrm {d} \nu =1\right\}}
und betrachte das Funktional
{\displaystyle E_{Q}=\inf \limits _{\nu \in M_{1}(\mathbb {R} )}-\int \int _{x\neq y}\ln |x-y|\mathrm {d} \nu (x)\mathrm {d} \nu (y)+\int Q(x)\mathrm {d} \nu (x).}
Das Funktional erklärt sich durch die Integralschreibweise der totalen potentiellen Energie
{\displaystyle \sum _{x\neq y}\ln |x-y|^{-1}+n\sum _{i=1}^{n}Q(x)}
bezüglich des empirischen Spektralmaßes {\displaystyle \nu _{n}}. Für {\displaystyle E_{Q}} wird ein eindeutiges Equilibriummaß {\displaystyle \nu _{Q}} durch die Euler-Lagrange-Variationsbedingung für eine reelle Konstante {\displaystyle l}
{\displaystyle 2\int _{\mathbb {R} }\log |x-y|\mathrm {d} \nu (y)-Q(x)=l,\quad x\in J}
{\displaystyle 2\int _{\mathbb {R} }\log |x-y|\mathrm {d} \nu (y)-Q(x)\leq l,\quad x\in \mathbb {R} \setminus J}
definiert, wobei {\displaystyle J=\bigcup \limits _{j=1}^{q}[a_{j},b_{j}]} der Träger des Maßes ist und definiere das Polynom
{\displaystyle q(x)=-\left({\frac {Q'(x)}{2}}\right)^{2}+\int {\frac {Q'(x)-Q'(y)}{x-y}}\mathrm {d} \nu _{Q}(y)}.
Das Equilibirummaß {\displaystyle \nu _{Q}} besitzt folgende Radon-Nikodym-Dichte
{\displaystyle {\frac {\mathrm {d} \nu _{Q}(x)}{\mathrm {d} x}}={\frac {1}{\pi }}{\sqrt {q(x)}}.}

##### Beispiel: Wignersche Halbkreis
Im Fall des GUE konvergiert das zufällige Maß schwach in Wahrscheinlichkeit gegen die deterministische Verteilung
{\displaystyle \sigma (\mathrm {d} x):={\frac {1}{2\pi }}{\sqrt {(4-x^{2})_{+}}}\mathrm {d} x}
Es gilt für eine Funktion {\displaystyle f\in C_{b}(\mathbb {R} )} und {\displaystyle \varepsilon >0}
{\displaystyle \lim \limits _{n\to \infty }P(|\langle \nu _{n},f\rangle -\langle \sigma ,f\rangle |>\varepsilon )=0}
Der Satz kann mit Mitteln der Kombinatorik und der Momentmethode bewiesen werden. Für eine Zufallsvariable {\displaystyle X\sim \sigma (\mathrm {d} x)} gilt, dass {\displaystyle \mathbb {E} \left[X^{k}\right]=\delta _{k/2\in \mathbb {Z} }C_{k/2}} wobei {\displaystyle C_{n}} die Catalan-Zahlen sind.
Durch die oben erwähnte Equilibriummaß-Methode der statistischen Mechanik gibt es eine Verbindung zur Theorie der großen Abweichungen. Einen analytischen konstruktiven Beweis ergibt sich über die Stieltjes-Transformation.
Für Wishart- bzw. Laguerre-Matrizen konvergiert das empirische Spektralmaß {\displaystyle \nu _{n}} gegen die Martschenko-Pastur-Verteilung und für MANOVA bzw. Jacobi-Matrizen gegen die Kesten-Mckey-Verteilung.
Für quadratische Zufallsmatrizen {\displaystyle A_{n}} mit i.i.d. komplexen Einträgen {\displaystyle (a)_{ij}} mit {\displaystyle \mathbb {E} [(a)_{ij}]=0} und {\displaystyle \operatorname {Var} [(a)_{ij}]=1} gilt das Kreisgesetz (Tao-Vu) welches besagt, dass {\displaystyle \nu _{n}} gegen
{\displaystyle \theta (\mathrm {d} x):={\frac {1}{\pi }}1_{|x|^{2}+|y|^{2}\leq 1}\mathrm {d} x\mathrm {d} y}
konvergiert.
Man spricht von Universalität, weil die Sätze unabhängig von der zugrundeliegenden Verteilung sind.

### Lokale Situation
Limitverhalten 
Lokal ergibt sich bei Skalierung ein Punktprozess für die Eigenwerte. Der Fall {\displaystyle \beta =2} von hermiteschen Matrizen ist signifikant einfacher. Man kann mittels der Theorie der orthogonale Polynome eine determinantale Form für die Korrelationsfunktion finden, welche dann zu Fredholm-Determinanten von Integraloperatoren führen. Die Fälle {\displaystyle \beta =1} und {\displaystyle \beta =4}
lassen sich mit Quaternionen-Determinanten und schief-orthogonalen Polynome lösen.
Es gilt für die {\displaystyle n}-Punkt Korrelationsfunktion
{\displaystyle R_{N}^{(n)}(\lambda _{1},\dots ,\lambda _{n})={\frac {N!}{(N-n)!}}\int _{\mathbb {R} (\lambda _{n+1})}\cdots \int _{\mathbb {R} (\lambda _{N})}p_{\beta }(\lambda _{1},\dots ,\lambda _{N})\prod \limits _{j=n+1}^{N}\mathrm {d} \lambda _{j}}
wobei {\displaystyle p_{\beta }(\lambda _{1},\dots ,\lambda _{n})} die multivariate Dichte der Eigenwerte ist.
Für das GUE erhält man einen determinantal point process, ein einfacher Punktprozess mit Kern bezüglich eines Maßes {\displaystyle \mu }, dessen {\displaystyle R_{N}^{(n)}} existiert, so dass für alle {\displaystyle n\geq 1} gilt
{\displaystyle R_{N}^{(n)}(\mathrm {d} x_{1},\dots ,\mathrm {d} x_{n})=\operatorname {det} [K(x_{i},x_{j})]_{1\leq i,j\leq n}\mu (\mathrm {d} x_{1},\dots ,\mathrm {d} x_{n})}.
Skaliert man den Integralkern konvergiert dieser entweder zu dem Sinus- oder Airy-Kern. Die benötigten asymptotischen Entwicklungen können mittels der nicht-trivialen Methode des steilsten Anstiegs gezeigt werden (asymptotische Entwicklungen vom Plancherel-Rotach-Typ).
{\displaystyle K_{\text{Sine}}(x,y)={\tfrac {\sin(\pi (x-y))}{\pi (x-y)}}}
Die Wahrscheinlichkeit, dass eine kompakte Menge {\displaystyle V\subset \mathbb {R} } keine (unskalierte) Eigenwerte {\displaystyle (\lambda _{i})_{i\leq n}} enthält, lässt sich als Fredholm-Determinante formulieren (Gaudin-Mehta)
{\displaystyle \lim \limits _{n\to \infty }P({\sqrt {n}}\lambda _{1},\dots ,{\sqrt {n}}\lambda _{n}\not \in V)=1+\sum _{k=1}^{\infty }{\frac {(-1)^{k}}{k!}}\int _{V}\cdots \int _{V}\operatorname {det} [K_{\text{Sine}}(x_{i},x_{j})]_{i,j=1}^{k}\prod \limits _{j=1}^{k}\mathrm {d} x_{j}}.
 Universalität im Hauptteil 
2010 zeigten Erdős-Ramírez-Schlein-Tao-Vu-Yau für wignerische Matrizen mit subexponentialer Abnahme Universalität des Sinus-Kern.
Rand
Betrachtet man den Rand des Spektrums, so erhält man einen Airy-Prozess und bekommt die Tracy-Widom-Verteilung mit Kern
{\displaystyle K_{\text{Airy}}(x,y)={\tfrac {\operatorname {Ai} (x)\operatorname {Ai} '(y)-\operatorname {Ai} '(x)\operatorname {Ai} (y)}{x-y}}}
wobei {\displaystyle \operatorname {Ai} } die Airy-Funktion bezeichnet.
Für das GSE und GOE erhält man eine Verallgemeinerung, ein sogenannter pfaffian point processes.
Im Falle des Laguerre-Ensembles ergibt sich bei dem hard edge (harten Rand) ein Bessel-Prozess und bei dem soft edge (weichen Rand) ein Airy-Prozess.

## Geschichte
Bereits 1928 untersuchte John Wishart als einer der ersten die Zufallsmatrizen, die bei einer standard-multivariaten normalverteilten Stichprobe entstehen (die Kovarianzmatrix). Dies führte zu der Wishart-Verteilung, die matrixvariate Verallgemeinerung der χ2-Verteilung bzw. Gamma-Verteilung.
In den 1950er untersuchte Eugene Wigner die Verteilung zwischen benachbarten Energieniveaus von schweren Atomkernen. Das Energieniveau wird durch die Eigenwerte des Hamiltonian der (zeitunabhängigen) Schrödingergleichung beschrieben
{\displaystyle \operatorname {\hat {H}} |\Psi \rangle =E|\Psi \rangle }
Für schwere Atomkerne ist dieses Problem zu komplex um es theoretisch zu lösen, deshalb kam Wigner auf die Idee, dieses Problem als statistisches Problem zu lösen und stattdessen die Spektraldichte von großen endlichen Zufallsmatrizen zu untersuchen.
Empirische Daten aus Experimenten zeigten, dass die Verteilung von der Form
{\displaystyle \omega (\mathrm {d} x)=C_{\beta }x^{\beta }e^{-k_{\beta }x^{2}}\mathrm {d} x}
sein musste und somit das Energieniveau korreliert ist, da sonst eine Poisson-Verteilung zugrunde liegen sollte und es erklärte auch das Phänomen, dass sich die Energieniveaus gegenseitig abstiessen. Dieses Resultat wird als Wigners Vermutung (englisch Wigner's surmise) bezeichnet. Die Konstanten {\displaystyle C_{\beta },k_{\beta }} sind von {\displaystyle \beta \in \{1,2,4\}} abhängig und {\displaystyle \beta } beschreibt die zugrundeliegende Symmetrie der Atomkerne unter Zeitumkehr und Spinrotation. Wigner postulierte, dass die Abstände zwischen den Linien des Spektrums den Abständen der Eigenwerte einer Zufallsmatrix gleichen.
Aus den 1960ern stammen bedeutende Arbeiten zur mathematischen Theorie der Zufallsmatrizen von Gaudin, Mehta und Dyson. Parallel dazu entwickelte sich auch wichtige Arbeiten zu den Kovarianzmatrizen.
Die traditionelle Ausgangslage der Statistik hat eine (kleine) fixe Anzahl {\displaystyle p} von Parametern und {\displaystyle n\to \infty } Observationen. Die Theorie der Zufallsmatrizen hat sich aus der Situation entwickelt, wenn {\displaystyle p} sehr groß ist und man interessiert sich auch für die Fälle wenn {\displaystyle n,p\to \infty }.
In den 1970ern entdeckte Montgomery und Dyson eine Verbindung zwischen den Zufallsmatrizen und der Zahlentheorie respektive zwischen schweren Atomkernen und den kritischen Nullstellen der riemannschen Zeta-Funktion.

## Anwendungen

### Statistik
- In der Multivariaten Statistik, insbesondere die Wishart-Verteilung ist zentraler Untersuchungsgegenstand.
- Bei der Analyse von hoch-dimensionalen Daten, bei der Auswahl von statistischen Modellen, der Hauptkomponentenanalyse (PCA). Untersuchungsgegenstand sind somit insbesondere Probleme der multivariaten Statistik bei großen Daten mit vielen Parametern.
- Im Maschinellen Lernen und Deep Learning gibt es auch Anwendungen.[11] Neue Forschungsergebnisse haben Equilibriumsmaße für einige künstliche neuronale Netze gezeigt, welche für die Beschleunigung von neuronalen Netzwerken genützt werden können.

### Physik
- Im Fall eines ungeordneten physikalischen Systems (z. B. bei sog. amorphem Material) sind die betreffenden Matrix-Elemente Zufallsgrößen. Die Physik dieser Systeme kann im Wesentlichen durch die Kenngrößen der jeweiligen Matrizen erfasst werden, z. B. durch Mittelwert und Schwankung der jeweiligen Größe. Beispielsweise kann die Wärmeleitfähigkeit eines kristallinen Festkörpers direkt aus der sogenannten dynamischen Matrix der Teilchen-Teilchen-Wechselwirkung des Kristallgitters berechnet werden.
- Anwendungen u. a. bei magnetischen Systemen, z. B. bei Multilagensystemen magnetischer Dünnschicht-Systeme,[12] dem Quanten-Hall-Effekt,[13][14] sogenannter Quanten-Dots[15] und bei Supraleitern.[16]
- Anwendungen in der Kernphysik betreffen u. a. das oben erwähnte Gauß’sche orthogonale, das unitäre und das symplektische Ensemble: Energiespektrum und Wirkungsquerschnitt eines Atomkerns sind zwar extrem komplex, aber gerade deshalb der Theorie des sogenannten chaotischen Verhaltens zugänglich.
- sowie das sogenannte Quantenchaos und die mesoskopische Physik.[17]
- Ferner gibt es Anwendungen in der sogenannten Quantengravitation bei zweidimensionalen Systemen.[18]

### Weitere Anwendungen
- In der Mathematik: die L-Funktionen von Dirichlet und andere. Ferner gibt es zahlreiche Anwendungen in der analytischen Zahlentheorie, in der Operatoralgebra,[19] und in der sogenannten freien Wahrscheinlichkeitstheorie[20][21]. Insbesondere liefert es durch Montgomerys Paar-Korrelation-Vermutung einen neuen Zugang zur Riemannschen Vermutung. Des Weiteren gibt es auch Anwendungen in der Graphentheorie und der Knotentheorie.
- In der Portfoliotheorie bei der Analyse der Kovarianzmatrix von Portfolio Renditen.[22]
- In der Signalverarbeitung und für drahtlose Netzwerke,[23]
- In der Genetik zur Klassifizierung von RNA Strukturen wie den Pseudoknoten.
- Aus aktuellen Untersuchungen ergibt sich als Vermutung, dass die Theorie der Zufallsmatrizen zu Verbesserungen bei Suchmaschinen im Web führen könnte.[24]